# Maria Kasterska

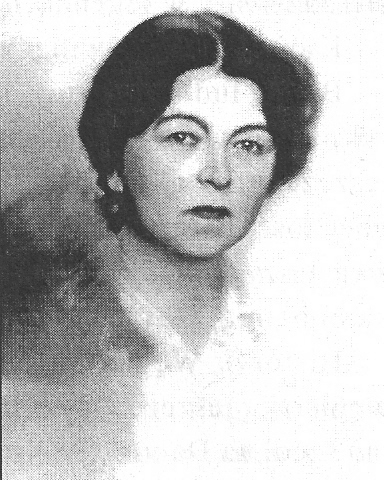
Maria Kasterska

Maria Kasterska-Sergescu (* 2. Februar 1894 in Warschau; † 7. Dezember 1969 in Paris) war eine polnische Schriftstellerin und Literaturwissenschaftlerin.
Die Tochter einer verarmten Großgrundbesitzerfamilie wuchs in Podlasien auf und besuchte das russische Gymnasium in Biała Podlaska. 1914 emigrierte sie nach Paris und studierte an der Sorbonne französische Literatur. Sie arbeitete für die Zeitschrift Les nouvelles littéraires und veröffentlichte dort Literaturkritiken und ihre eigenen Werke. In der Zeit zwischen den Weltkriegen kehrte sie nach Podlasien zurück. 1928 erschienen im Verlag von Ernest Leroux ihre Contes et légendes de Podlachie in französischer Sprache. In den 1930er Jahren lebte sie mit ihrem Ehemann, dem Mathematiker Petre Sergescu in Rumänien, wo sie Artikel in verschiedenen Literaturzeitschriften veröffentlichte und sich in feministischen Verbänden und Wohltätigkeitsorganisationen engagierte. Kasterska wurde mit dem Prix de l’Académie française ausgezeichnet.